# يوييانغ
يوييانغ (بالصينية: 岳阳市 )‏ هي مدينة على مستوى محافظة، في جمهورية الصين الشعبية، تتبع خونان، تبلغ مساحتها 14,900 كيلومتر مربع، رمزها البريدي هو 414000.

## مدن توأم
المدن التوأم:
- City of Cockburn [الإنجليزية]‏
- نامازو، شيزوكا
- كاستليغار، كولومبيا البريطانية
- ستارا زاغورا
- كوبيرتينو، سانتا كلارا، كاليفورنيا.

## التقسيمات الإدارية
- Yueyanglou, Yueyang [الإنجليزية]‏
- Yunxi, Yueyang [الإنجليزية]‏
- Junshan, Yueyang [الإنجليزية]‏
- Yueyang County [الإنجليزية]‏
- Huarong County [الإنجليزية]‏
- Xiangyin County [الإنجليزية]‏
- Pingjiang County [الإنجليزية]‏
- مدينة ميلو  [لغات أخرى]‏
- لينشيانغ  [لغات أخرى]‏.

## أعلام
- لونغ تشنغ